# やきもち狂想曲
『やきもち狂想曲（やきもちカプリス）』は、日本のテレビアニメ作品およびキャラクター企画。

## 概要
2011年11月より、千葉テレビ放送の情報番組『アニメ星人 ときめきレシピ』エンディングアニメーションとして放送されていた。

## あらすじ
勝ち気な子猫のルーと、のんびり屋な子犬のノワは、お金持ちのイケメンフレンチシェフのご主人さまに飼われている。自分を人間の女の子と信じて疑わない彼女たちが、昼夜ご主人さま争奪戦を繰り広げる、キュートでハチャメチャなラブファンタジー。

## キャラクター
ルー
声 - 悠木碧
黒猫。生後9ヶ月のメス。元ノラで、迷い込んだご主人さまの家に居着くようになった。プライドが高く、本当は甘えたいのにどうやって甘えたらいいのかわからず悩んでいる。ご主人さまから貰った赤い猫のチャームがお気に入り。ご主人さまのことを「ご主人」と呼ぶ。
ノワ
声 - 花澤香菜
トイプードル。生後9ヶ月のメス。ご主人さまの友人の家から貰われてきた。のんびり屋でお散歩大好き。甘え上手だけれど、噛み癖が抜けなくてご主人さまを困らせてしまうのが悩み。ご主人さまから貰った青いリボンがお気に入り。ご主人さまのことは「ご主人さま」と呼ぶ。

## テレビアニメ
2011年11月より、『アニメ星人 ときめきレシピ』エンディングアニメーションとして放送。12月17日のオンエアより声優のボイス入りとなった。

### スタッフ
- 監督／作画監督 - 西野理恵
- 原画 - 西野理恵、吉野真一
- キャラクター原案 - 青柳恵子
- アニメーション制作 - AIC
- 企画制作 - ティー ワイ エンタテインメント

### 主題歌
「だぁ～い☆キライ！」
作詞 - 石川絵理 / 作曲・編曲 - 渡部チェル / 歌 - 池田彩と咲岡里奈
「やきもちカプリス★」
作詞 - 石川絵理 / 作曲・編曲 - 渡部チェル / 歌 - ルー（悠木碧）とノワ（花澤香菜）

## 展開
2011年12月のコミックマーケット81に出展。キャラクターグッズのほか、声優による着ボイス入りの「俺嫁おむすび」を販売、話題に。